# Francesco Fornabaio

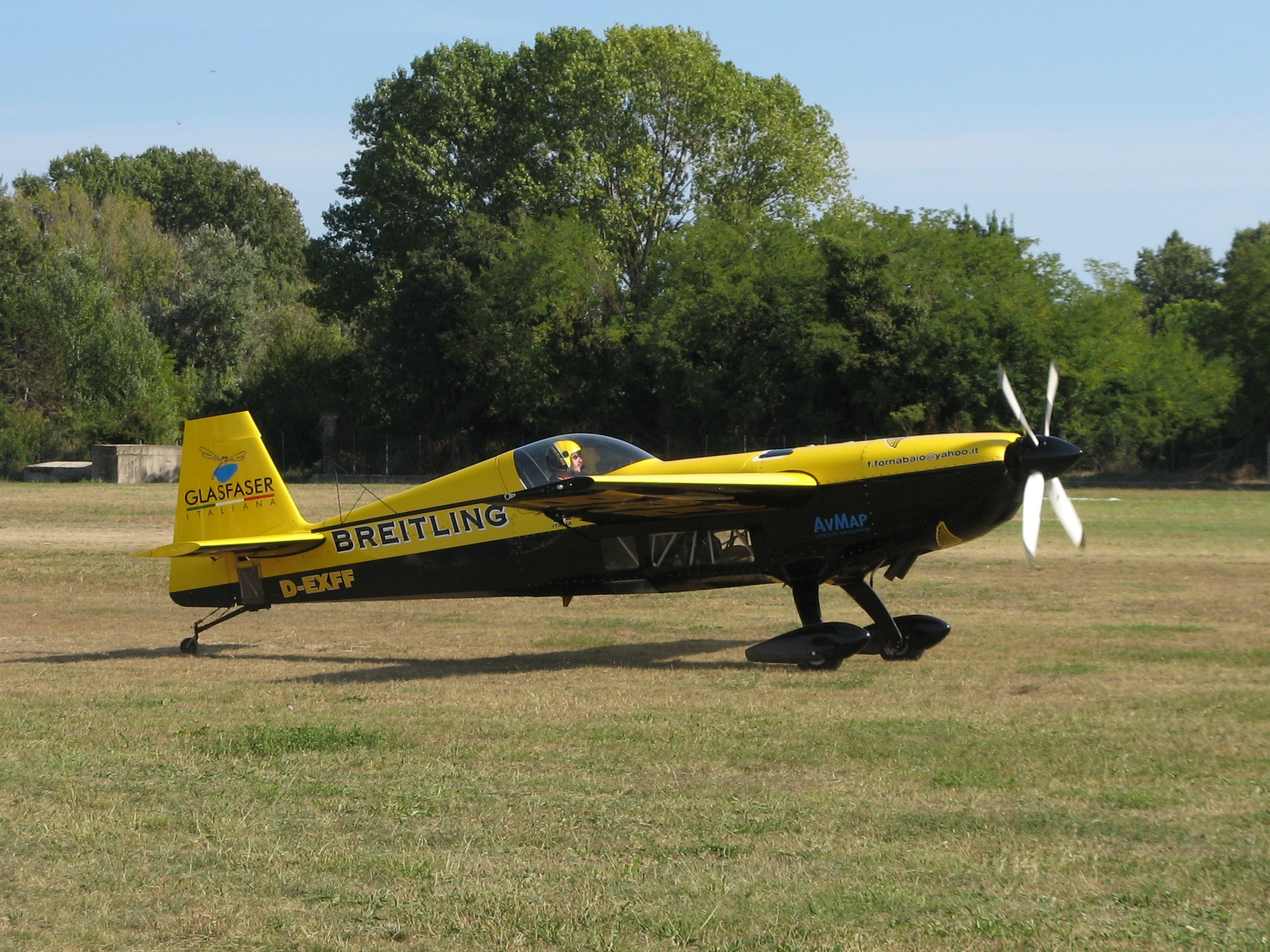
Francesco Fornabaio bei der Fly Venice 2013

Francesco Fornabaio (* 5. März 1957 in Stigliano; † 21. September 2014 in Venedig) war ein italienischer Kunstflug-Pilot. Er starb in einer XtremeAir Xtreme 3000 (Kennzeichen D-EYKS) durch einen Absturz ins freie Feld bei der Flugschau Fly Venice 2014. Er hinterließ drei Kinder.
Fornabaio gehörte seit 2002 zum nationalen italienischen Kunstflug-Team und nahm an nationalen und internationalen Wettbewerben teil. 2014 wurde er in Caorle italienischer Meister in der höchsten Kategorie des Kunstflugs. Außerdem hielt bis zu seinem Tod den Rekord für die längste Strecke in einer Extra 300. Dafür flog er 14.000 km von Mailand nach Al Ain.